# Defco
Defco is een Belgisch historisch merk van gemotoriseerde fietsen, scooters en lichte motorfietsen.
De bedrijfsnaam was: S.A. Defco (Atelies Defau & Cie), Liège.
Dit bedrijf produceerde vanaf ca. 1950 tot 1958 fietsen waarop VAP-clip-on motoren gemonteerd waren. Later veranderde de merknaam in "Alpino", maar bromfietsen werden ook onder de merknaam "Vaporette" verkocht.
In 1953 begon men met de productie van scooters en lichte motorfietsen. Om invoerrechten te omzeilen assembleerde men deze met geïmporteerde onderdelen en Italiaanse Aermacchi-, Alpino- Capriolo- en Mi-Val-motoren.
Het bedrijf was kennelijk sterk op Italië georiënteerd; vanaf eind jaren vijftig ging men Aermacchi Harley-Davidsons importeren.